# El Apocalipsis (Bestetti, De Chirico)
El Apocalipsis (en italiano: L'Apocalisse) es el título de la obra "libro de artista" (Dimensiones 8x42,5x53) más importante el artista italiano Giorgio De Chirico, pubblicato nel XXX dalle Edizioni d'Arte Bestetti, il libro è divenuto un opera d'arte per il collezzionismo.
El volumen fue creado en 1977 por Carlo E. Bestetti Editor de Arte. La edición total es de 1125 ejemplares numerados firmados por Giorgio De Chirico. El volumen contiene 22 fotolitografías en color de los dibujos en blanco y negro con los que De Chirico ilustró la edición de 1941 y que coloreó para esta edición. De estos, 2 diseños se realizaron especialmente para esta edición. El volumen se completa con su original funda de cuero con cenefas y decoraciones en oro, plata y bronce.

## Ediciones recientes en castellano
- L'Apocalisse, Edizioni d'Arte Bestetti, 1977

- Datos: Q130101214